# Rock in Rio
A Rock in Rio egy többnapos rock zenei fesztivál, amelyet első alkalommal 1985-ben rendeztek meg Rio de Janeiróban, Brazíliában olyan fellépőkkel, mint az AC/DC, az Iron Maiden, Ozzy Osbourne, a Scorpions, a Yes, Rod Stewart vagy a Queen. A fesztiválra kiépített Cidade do Rock (Rockváros) elnevezésű helyszín 250 000 néző befogadására alkalmas.
A második fesztivált 1991-ben, a harmadikat pedig csak 2001-ben rendezték meg. 2004-től a páros években, majd 2010 óta minden évben megrendezik a fesztivált. 2004 óta a portugál főváros Lisszabon, 2008 óta a spanyol főváros Madrid is otthont ad a fesztiválnak. A fesztivál programját mindig a legnagyobb nemzetközi és hazai előadókból állítják össze a szervezők.